# Lenguas salish de la costa

Mapa detallado de lenguas de la familia

Las lenguas salish costeñas o salish de la costa son una de las dos ramas principales de las lenguas salish habladas en el Suroeste de Canadá y Noroeste de los EE. UU., en la costa del Pacífico, en los estados de Washington, Idaho y Noroeste de Montana.

## Comparación léxica
Los numerales en diferentes lenguas salish costeñas son:
| GLOSA | Halko- melem | Nooksack         | Septentrional | Septentrional | Septentrional | Squamish   | Estrechos | Estrechos        | Lushootseed- Twana        | Lushootseed- Twana | PROTO- SAL. COST. |
| GLOSA | Halko- melem | Nooksack         | Comox         | Pentlatch     | Sechelt       | Squamish   | Clallam   | Salish estrechos | Lushoo- tseed             | Twana              | PROTO- SAL. COST. |
| ----- | ------------ | ---------------- | ------------- | ------------- | ------------- | ---------- | --------- | ---------------- | ------------------------- | ------------------ | ----------------- |
| '1'   | lə́cʼ         | nəčʼóʔ           | páʔa          | ɬtʼáli        | pála          | nčʼúʔ      | nə́cʼuʔ    | nətʼᶿəʔ          | dəčʼúʔ                    | dáqas              | *n(ə)čʼúʔ         |
| '2'   | ʔisǽ.lə      | sǽliʔ            | sáʔa          | yəsáli        | tʼmšín        | ʔánʼus     | čə́səʔ     | čəsəʔ            | sáliʔ                     | ʔəsáli             | *ʔəsáli           |
| '3'   | ɬíxʷ         | ɬíxʷ             | čá.ləs        | ɬixʷáli       | čàɬás         | čánat      | ɬíxʷ      | ɬixʷ             | ɬíxʷ                      | čúʔus              | *čaɬas / *ɬíxʷ-   |
| '4'   | x̩əʔáθəl      | mús              | mús           | x̩ʔusənáli     | mús           | x̩aʔúcn     | ŋús       | ŋas              | búus                      | búsas              | *mus              |
| '5'   | ɬqʼǽcəs      | ɬqʼǽčis          | θíyečis       | nəkʼʷačisáli  | cílačis       | cíačis     | ɬqʼáčs    | ɬqʼečəs          | cəlác                     | cʼxʷə́s             | *ci- / *ɬqʼačis   |
| '6'   | tʼx̩ə́m        | yəlǽčis~ yə́læčis | tʼə́x̩əm        | pʼəlcʼúya     | tʼəx̩ə́m        | tʼáqʼač    | tʼx̩ə́ŋ     | tʼx̩əŋ            | yəláʔ (N.)/ dᶻəláčiʔ (S.) | yəpáči             | *tʼəχm            |
| '7'   | θʼákʷs       | cʼóʔkʷs          | tʼᶿʼúʔučis    | cʼúʔčis       | cʼúčis        | tʼakʼʷusáč | cʼúʔkʷs   | tʼᶿaʔkʷəs        | cʼúʔkʷs                   | tkʼʷús             | *cʼúʔkʷ(i)s       |
| '8'   | tqǽcæ        | tqǽčiʔ           | táʔáčis       | táʔəčis       | təʔáčis       | tqáč       | táʔcs     | teʔθəs           | təqáčiʔ                   | tqáči              | *tqačiʔ           |
| '9'   | tú.xʷ        | túuxʷ            | tə́ɡixʷ        | tə́wixʷ        | tə́wixʷ        | cʼə́s       | tə́kʷxʷ    | təkʷəxʷ          | x̩ʷə́l (N.)/ x̌ʷə́l (S.)      | x̩ʷə́l               | *tə́wixʷ           |
| '10'  | ʔápəl        | ʔópən            | ʔúpən         | ɬqʷúya        | ʔúpan         | ʔúpn       | ʔúpən     | ʔapən            | ʔúlub (N.)/ pádəs (S.)    | ʔúpədəčs           | *ʔúpən            |